# 喬納森·米爾斯
喬納森·米爾斯（英語：Jonathan Miles，1993年3月29日—）是英格蘭的一位足球運動員，在場上司職守門員。現效力夏靈基市。在熱刺時曾被外借至懷特豪克足球俱樂部（Whitehawk F.C.）。他在還不到9歲時就已經加盟熱刺。